# Vyselki
Vyselki (in russo Выселки?) è un centro abitato (stanica) della Russia, situato nel Territorio di Krasnodar. È il centro amministrativo del distretto Vyselkovskij.
La località si trova sul fiume Žuravka (un affluente del Bejsužëk Levyj), a nord-est di Krasnodar.